# Hermandad del Santo Entierro (Sevilla)
La Hermandad del Santo Entierro, cuyo nombre completo es Real Hermandad Sacramental del Santo Entierro de Nuestro Señor Jesucristo, Triunfo de la Santa Cruz y María Santísima de Villaviciosa, es una cofradía católica de Sevilla, Andalucía, España. Su estación de penitencia en la Semana Santa sevillana tiene lugar el Sábado Santo.

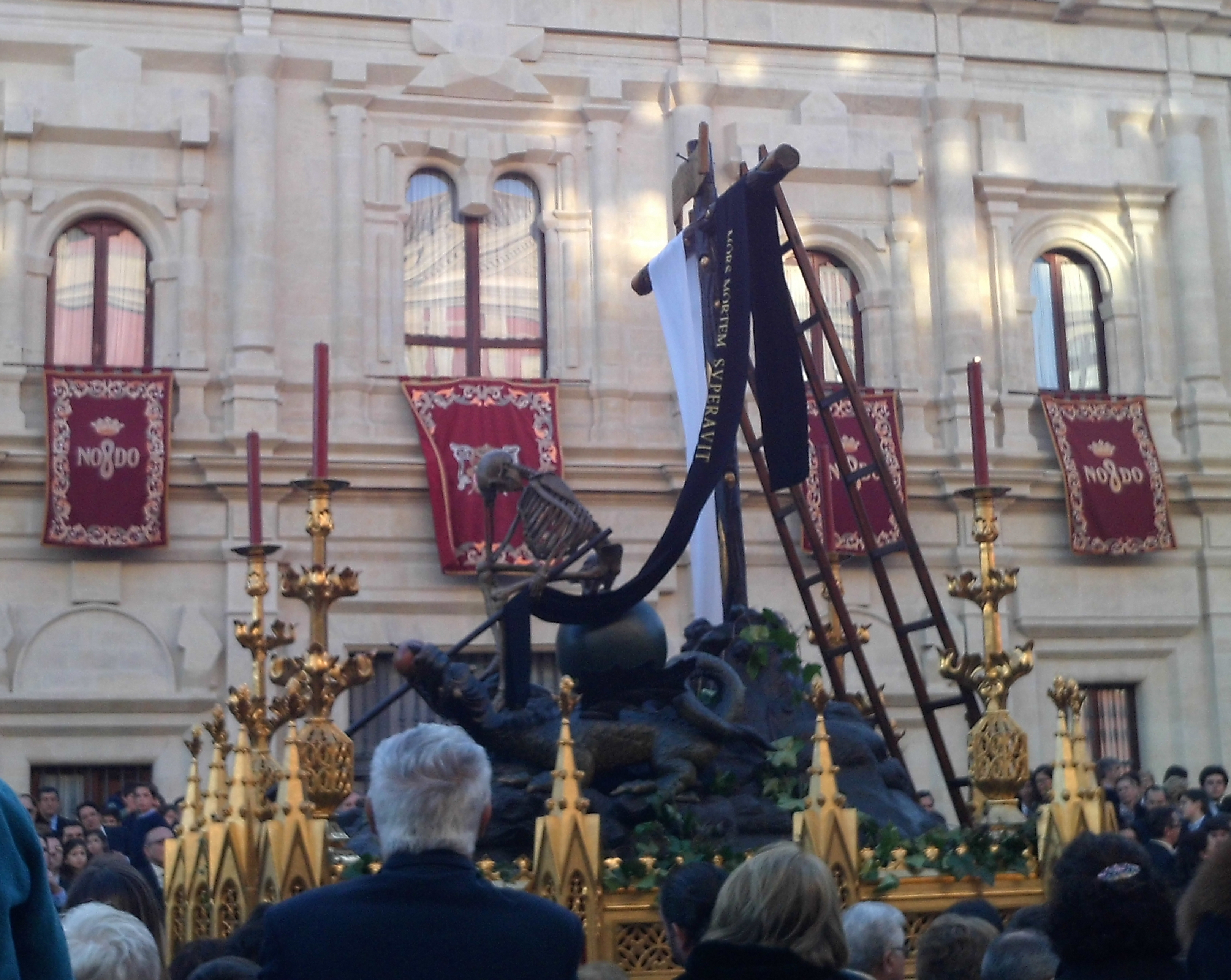
Interpretación de la derrota de la muerte ante el Triunfo de la Santa Cruz La Canina. Obra de Cardoso de Quirós (1691).

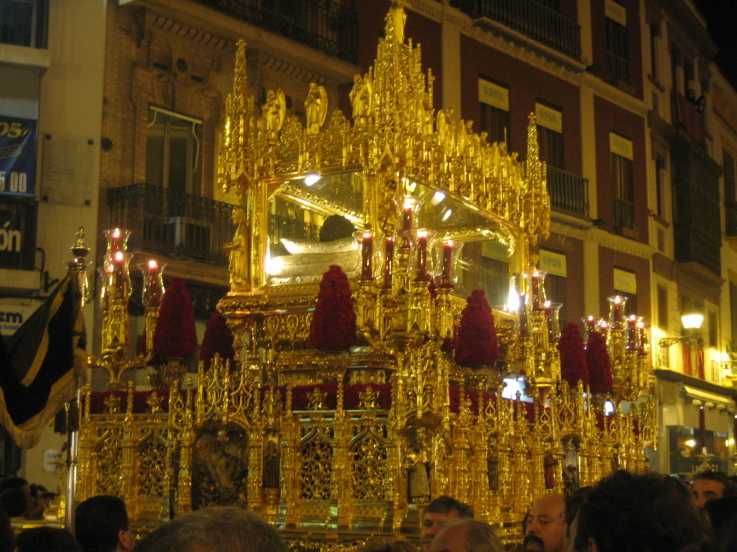
Urna del Señor.

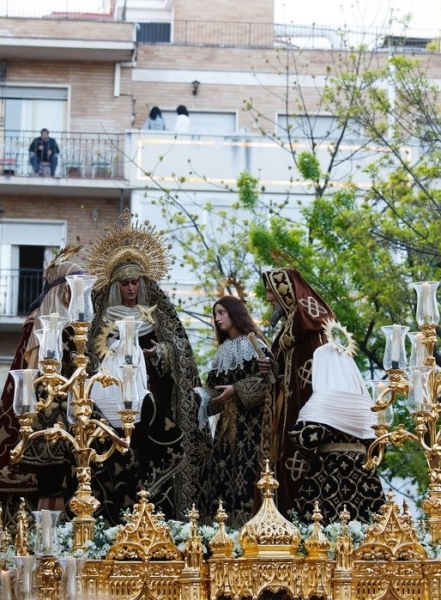
Visión de Juan de Astorga del duelo tras la muerte de Cristo, donde los santos varones y las Marías acompañan a la Virgen en su dolor.

## Historia
La Hermandad del Santo Entierro posee unos orígenes inciertos, atribuidos tradicionalmente al rey Fernando III el Santo (1199-1252). Según el relato tradicional, el soberano encontró una imagen de Cristo en una casa del barrio sevillano de los Humeros, donde los cristianos visigodos la habían ocultado siglos atrás para preservarla del avance musulmán. En conmemoración del milagroso hallazgo, Fernando III habría fundado la primitiva Hermandad del Santo Entierro, cuyo primer hermano mayor fue presuntamente el propio monarca. Sin embargo, no se tiene constancia de la existencia de esta leyenda antes del año 1727, fecha en la que apareció por primera vez en una Descripción de la hermandad. Así pues, resulta imposible determinar si dicho relato carece o no de fundamento histórico.
Según la documentación disponible, estaba ya fundada hacia 1570, en el convento de San Laureano de los Humeros, pero al cerrarse este, en 1810, a causa de la invasión francesa, las imágenes estuvieron en varios templos. Reside en la iglesia de San Gregorio de forma definitiva desde 1870, quedando ligada institucionalmente al Ayuntamiento de Sevilla. 
No salía anualmente, hasta que empezó a hacerlo con asiduidad el Sábado Santo de 1956.
El hermano mayor de esta hermandad es el monarca español, que en la actualidad es Felipe VI.
Pueden salir mujeres nazarenas desde año 2011, por un decreto arzobispal.
Fue una de las hermandades convocadas al Vía Crucis de la Fe de Sevilla, que se celebró el 17 de febrero de 2013. Sin embargo, los pasos no salieron a causa de la lluvia. Fue una de las hermandades que tomaron la decisión de no salir.
En el año 2025, el Cristo Yacente presidió el Vía+Crucis del Consejo General de Hermandades y Cofradías.

## Cultos
El principal de los cultos que celebra esta cofradía es la función de instituto, en un domingo de Cuaresma, con asistencia de todos los hermanos y comunión general. Se le hace preceder de un quinario penitencial. El segundo Domingo de Cuaresma tiene lugar la celebración del Solemne Vía+Crucis por las calles de la feligresía, haciendo estación en la Capilla del Museo y en la Iglesia de San Antonio Abad.
El quinto fin de semana de Cuaresma se celebra el Besapiés y Besamanos a los Sagrados Titulares. Y en el mes de noviembre tiene lugar el triduo a la Virgen de Villaviciosa.
La iglesia del Santo Sepulcro donde tiene sede, perteneciente a los padres Mercedarios, cuenta con una amplia actividad cultual, con varias misas diarias y confesiones.

## El Triunfo de la Santa Cruz
El primer paso representa el Triunfo de la Santa Cruz sobre la Muerte, simbolizado por un esqueleto meditabundo, sentado sobre un globo terráqueo, y junto a él un dragón abatido que representa al pecado. En el segundo vemos a Cristo muerto en el interior de una urna de cristal. En el tercero, la Dolorosa con san Juan, María Magdalena, María Salomé, María de Cleofás, José de Arimatea y Nicodemo. 
La imagen del triunfo de la santa cruz, es una imagen de 1691 atribuida a Cardoso Quirós, sobre la que Juan de Astorga realiza una restauración en 1829. La figura de Cristo yacente es tallada por Juan de Mesa aproximadamente en 1620 y la Virgen de Villaviciosa es una talla de 1691 de Cardoso Quirós. Las figuras de san Juan, las tres Marías y los santos varones son realizadas en 1829 por Juan de Astorga.
El paso alegórico es neogótico, dorado, iluminado por cuatro velas en candeleros.
El primer paso es conocido popularmente como "la Canina".

## Cristo Yacente
El segundo paso, representa a Cristo muerto en el sepulcro. La imagen es obra de Juan de Mesa, finalizada el 12 de marzo de 1619, según reza en un documento recientemente hallado. Este mismo documento afirma la participación del pintor Juan Sánchez Cotán en la encarnadura de la imagen, aunque la policromia actual es del siglo XIX, de José Domínguez Bécquer. 
El paso es neogótico, iluminado por candelabros de guardabrisas, con san Pedro Nolasco, san Laureano, san Gregorio Magno y san Fernando tallados en cada una de las esquinas. Todo el conjunto comenzó a hacerse a finales de los 90. Los autores de la talla fueron Antonio Ibáñez y Joaquín Pineda, con dorados de Emilio López Olmedo.

## El Duelo
El tercer paso, llamado del Duelo, nos muestra a la Virgen de Villaviciosa recibiendo el pésame de los allegados a Jesús. La Virgen es una talla de 1691 de Cardoso Quirós. La acompañan San Juan, las tres Marías y los santos varones, obras realizadas en 1829 por Juan de Astorga. El paso es también de estilo neogótico y dorado. Fue gubiado por Luis Jiménez Espinosa y estrenado en 1965.

## Cortejo
En su cortejo, lleva representaciones del resto de cofradías penitenciales de la ciudad, cada una con sus respectivas túnicas, lo que le da mucho colorido.

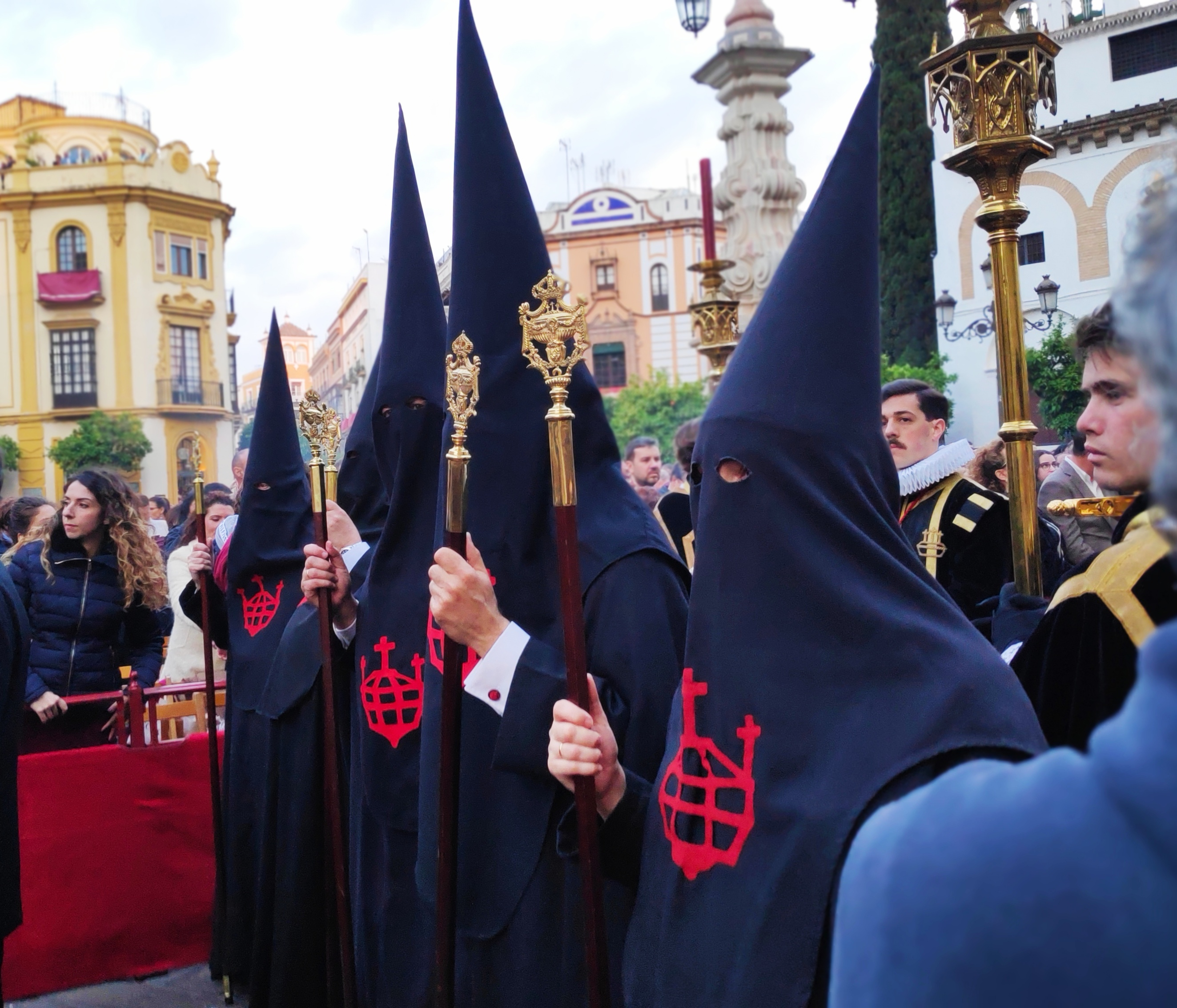
Nazarenos de la Cofradía del Santo Entierro de Sevilla

Las túnicas de sus hermanos son de las más antiguas de Sevilla, que se compone de un ropón y un antifaz, aunque el ropón da la sensación de que el nazareno lleva capa. En esta corporación, también se puede ir de chaqué.
Los nazarenos de las distintas representaciones llevan sus diferentes túnicas.
Lleva en la comitiva representaciones civiles y eclesiásticas.

## El Santo Entierro Grande
En diferentes ocasiones a lo largo de su historia, la Hermandad del Santo Entierro ha convocado la celebración del Santo Entierro Grande, una procesión que narra cronológicamente la pasión y muerte de Cristo integrando en el cortejo propio de la cofradía los pasos de otras hermandades.
La primera edición fue promovida por el Ayuntamiento de Sevilla y los duques de Montpensier como una medida de revitalización de la Semana Santa sevillana, muy dañada por los vaivenes políticos de la primera mitad del siglo. Salió de la Parroquia de la Magdalena el 29 de marzo de 1850. Contó con los pasos de la Oración en el Huerto, el Prendimiento, el Desprecio de Herodes, el Señor de la Humildad y Paciencia, la Exaltación, el Cristo de la Expiración, las Tres Necesidades, el Descendimiento y la Sagrada Mortaja, además de los tres pasos del Santo Entierro que participarían en todas las ediciones.
El siguiente Santo Entierro Grande fue celebrado el 14 de abril de 1854, partiendo de la Iglesia de San Francisco de Paula. En su cortejo se integraron los pasos del Sagrado Decreto de la Trinidad, la Sagrada Cena, la Oración en el Huerto, el Prendimiento, la Sentencia, la Columna y Azotes, Jesús del Gran Poder, el Señor de la Humildad y Paciencia, el Cristo de la Expiración, las Tres Necesidades, el Sagrado Descendimiento y la Sagrada Mortaja.
El celebrado el 4 de abril de 1890 partió desde la Iglesia de San Antonio Abad con los pasos de la Oración en el Huerto, el Prendimiento, el Desprecio de Herodes, la Sentencia, el Nazareno de la Hermandad de la O, el Cachorro, el Descendimiento de la Quinta Angustia, la Sagrada Mortaja y la Soledad de San Buenaventura. Fue el primero en el que acudieron hermandades de Triana.
El último Santo Entierro Grande del siglo XIX, el 8 de abril de 1898, fue el primero en tener como punto de inicio la Iglesia de San Gregorio. A los tres pasos del Santo Entierro se sumaron los misterios de la Sagrada Cena, la Oración en el Huerto, el Prendimiento, el Desprecio de Herodes, la Sentencia, la Coronación de Espinas, la Flagelacion, el Señor de la Salud de los Gitanos, el Cristo del Calvario, el Sagrado Descendimiento y la Soledad de San Buenaventura.
El 25 de marzo de 1910 se puso nuevamente el magno cortejo en la calle con 20 pasos. Se sumaron a los de la hermandad anfitriona los de la Entrada en Jerusalén, la Oración en el Huerto, el Prendimiento, el Desprecio de Herodes, la Flagelación, la Coronación de Espinas, la Sentencia, el Nazareno de la Hermandad del Silencio, las Tres Caídas de San Isidoro, la Exaltación, la Conversión del Buen Ladrón, el Cristo de la Expiración del Cachorro, la Lanzada, el Cristo del Amor, las Tres Necesidades, el Sagrado Descendimiento y la Sagrada Mortaja.
Una década después, el Viernes Santo 2 de abril de 1920, se convoca un nuevo Santo Entierro Grande con la participación de los pasos de la Cena, la Oración en el Huerto, el Prendimiento, el Desprecio de Herodes, la Flagelacion, la Coronación de Espinas, la Sentencia, la Calle de la Amargura de la Hermandad del Valle, las Tres Caídas de Triana, la Exaltación, el Cristo de los Cálices de la Catedral, las Siete Palabras, el Cachorro, la Quinta Angustia y la Mortaja. Fue la primera ocasión en la que no pudo participar uno de los pasos previstos, el misterio del Prendimiento de la Hermandad de los Panaderos, al no presentarse en la capilla la cuadrilla de costaleros que había de sacarlo. Además, de manera extraordinaria salió el Cristo de los Cálices de la Catedral, una imagen que habitualmente no procesiona en Semana Santa. Para la ocasión fue prestado por el Cabildo Catedral el paso de Santas Justa y Rufina de la procesión del Corpus.
La siguiente convocatoria, del 26 de marzo de 1948, fue la más numerosa hasta la fecha, con una lista de veintitrés pasos.Sin embargo, no pudo consumarse debido a la lluvia que apareció en medio de la procesión y obligó a la mayoría de los pasos a refugiarse en distintos templos de la ciudad. Estaba previsto que en el cortejo del Santo Entierro se integraran los pasos de la Entrada en Jerusalén, la Cena, la Oración en el Huerto, el Prendimiento, la Bofetá, el Desprecio de Herodes, la Flagelacion, el Señor de la Salud y Buen Viaje de San Esteban, la Sentencia, Jesús con la Cruz al Hombro, las Tres Caídas de Triana, la Exaltación, la Conversión del Buen Ladrón, las Siete Palabras, el Cachorro, la Lanzada, la Quinta Angustia, la Carretería, la Sagrada Mortaja y la Soledad de San Lorenzo, que cerraría el cortejo.
El Santo Entierro Grande del 17 de abril de 1965 fue el primero organizado en un Sábado Santo. En aquella jornada fue modificada de forma excepcional la carrera oficial, de forma que los pasos entraron en la Catedral por la puerta de San Miguel y salieron por la puerta del Bautismo. Formaron parte del cortejo los misterios de las hermandades de Montesión, la Amargura, las Cigarreras, el Valle, San Benito, Pasión, los Caballos de Santa Catalina, la Lanzada, los Estudiantes, la Quinta Angustia, la Carretería, la Mortaja y la Soledad de San Lorenzo. Nuevamente se cayó de la lista el Prendimiento de la Hermandad de los Panaderos por incomparecencia de la cuadrilla de costaleros.
El 18 de abril de 1992, en vísperas de la inauguración de la Expo de Sevilla, se celebró un nuevo Santo Entierro Grande con motivo del quinto centenario de la evangelización de América. Se incorporaron el cortejo del Santo Entierro los pasos de la Oración en el Huerto, el Prendimiento, el Desprecio de Herodes, la Flagelación, la Coronación de Espinas, la Presentación al Pueblo, las Tres Caídas de Triana, el Señor de las Penas de San Roque, la Exaltación, el Cristo de la Expiración del Museo, el Cristo del Amor, las Tres Necesidades, la Quinta Angustia, la Piedad del Baratillo, y la Soledad de San Lorenzo.
El primer Santo Entierro Grande del siglo XXI tiene lugar el 10 de abril de 2004, como celebración del cuarto centenario del decreto del cardenal Niño de Guevara que obligaba a todas las hermandades a hacer estación en la Catedral. Formaron el cortejo los pasos de la Entrada en Jerusalén, la Oración en el Huerto, Jesús ante Caifás, el Desprecio de Herodes, el Señor de la Salud y Buen Viaje de San Esteban, Nuestro Padre Jesús de la Pasión, las Tres Caídas de San Isidoro, las Siete Palabras, el Cristo de las Misericordias de Santa Cruz, el Cristo de la Buena Muerte de los Estudiantes, las Tres Necesidades y la Quinta Angustia.
En el año 2023 se celebró un Santo Entierro Grande, con motivo del 775 aniversario de la restitución del culto cristiano en Sevilla. El 6 de octubre de 2022 se hizo pública la lista de los 15 Pasos participantes en el cortejo: Oración en el Huerto, el Beso de Judas, Jesús ante Caifás, Flagelación, Coronación de Espinas, Sentencia, Jesús de la Victoria, Nuestro Padre Jesús de la Pasión, Virgen de la Amargura, Tres Caídas de Triana, Exaltación, Conversión del Buen Ladrón, Cachorro, Cristo del Calvario y la Quinta Angustia. La Procesión transcurrió en un Sábado Santo brillante, en el que se vieron estampas para el recuerdo, tales como el palio de la Virgen de la Amargura detrás del Señor de Pasión en todo su recorrido, el Cachorro acompañado por banda de música de plantilla completa, o recorridos inéditos como Montesión por el Arenal y la Plaza del Museo.

## Paso por la carrera oficial
| Predecesor: La Trinidad | Orden de entrada en la carrera oficial (Sábado Santo) 4º lugar | Sucesor: La Soledad de San Lorenzo |